# Oulitsa Akademika Iangelia (métro de Moscou)
Oulitsa Akademika Iangelia (en russe : У́лица Акаде́мика Я́нгеля et en anglais : Ulitsa Akademika Yangelya) est une station de la ligne Serpoukhovsko-Timiriazevskaïa (ligne 9 grise) du métro de Moscou, située sur le territoire du raïon Tchertanovo Ioujnoïe dans le district administratif sud de Moscou.

## Situation sur le réseau
Établie en souterrain, à 8 mètres sous le niveau du sol, la station Oulitsa Akademika Iangelia est située au point 209+15 de la ligne Serpoukhovsko-Timiriazevskaïa (ligne 9 grise), entre les stations Prajskaïa (en direction de Altoufievo) et Annino (en direction de Boulvar Dmitria Donskogo).
En direction de Prajskaïa, elle dispose d'une liaison entre les tunnels avec deux voies de service en impasse au centre.